# 13077 Edschneider
13077 Edschneider è un asteroide della fascia principale. Scoperto nel 1991, presenta un'orbita caratterizzata da un semiasse maggiore pari a 2,4124966 UA e da un'eccentricità di 0,1003591, inclinata di 4,11477° rispetto all'eclittica.